# Vals i ass-dur

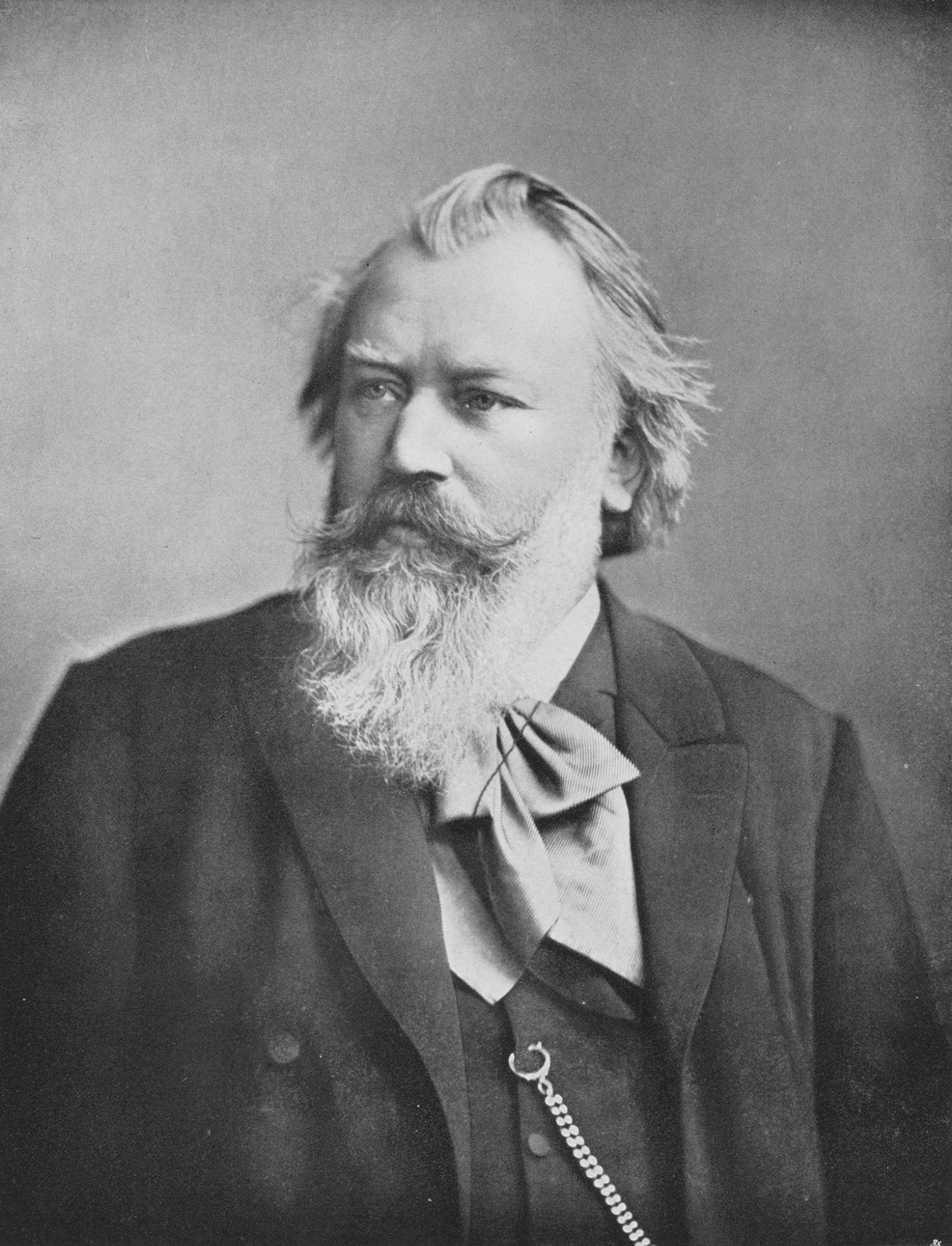
Johannes Brahms

Vals i ass-dur är ett pianostycke komponerat av den tyska kompositören Johannes Brahms år 1865 och publicerat året därefter. Stycket är en del av Brahms "16 valser op. 39" där Vals i ass-dur är det femtonde stycket och enligt många det mest kända av dessa. Brahms skrev stycket under sin tid i Wien, en stad vars klassiska vals var inspiration till de sexton valserna. Vals i ass-dur är flitigt använd i populärkulturen och kan bland annat höras i filmer och serier som Bröderna Grimm, Gretchen, Unga kvinnor, Skies of Lebanon och The Last Note.